# Драниця
Драни́ця — село в Україні, у Мамалигівській сільській територіальній громаді Дністровського району Чернівецької області. 

## Географія
Село розташоване на лівому березі річки Прут. Через село проходить автошлях Н10 Чернівці-Кишинів. Біля села розташований Драницький орнітологічний заказник.

## Історія
Село засноване до 1843 року. Це невеликий населений пункт розташований біля молдовського кордону. Його історія сягає майже півтисячі років, одним із засновників села називають відомого багатія цих країв Штефана Чел Маре.
З 24 серпня 1991 року село входить до складу незалежної України.

## Населення

### Мова
Розподіл населення за рідною мовою за даними перепису 2001 року:
| Мова       |  | Відсоток |
| ---------- |  | -------- |
| румунська  |  | 97,33%   |
| українська |  | 2,21%    |
| російська  |  | 0,4%     |

## Символіка

### Герб
Щит розділений навпіл, синього та зеленого кольору, обрамлений дубовими листями (символізують міцність), колоссям пшениці (символізує багатство) та жовто-синьою стрічкою. На щиті символи двох частин села: N (Н) — « Negrinți (Негринці)», Ș( Ш) — « Șendreni (Шендряни)», два паралельно розміщені хрести, що означають дві діючі церкви. Внизу щита дві скрещені руки — єднання працьовитих жителів сіл Негринці та Шендряни в одне село Драниця.

Затверджений 24 листопада 2011р. рiшенням №3-6/11 сесії сільської ради.

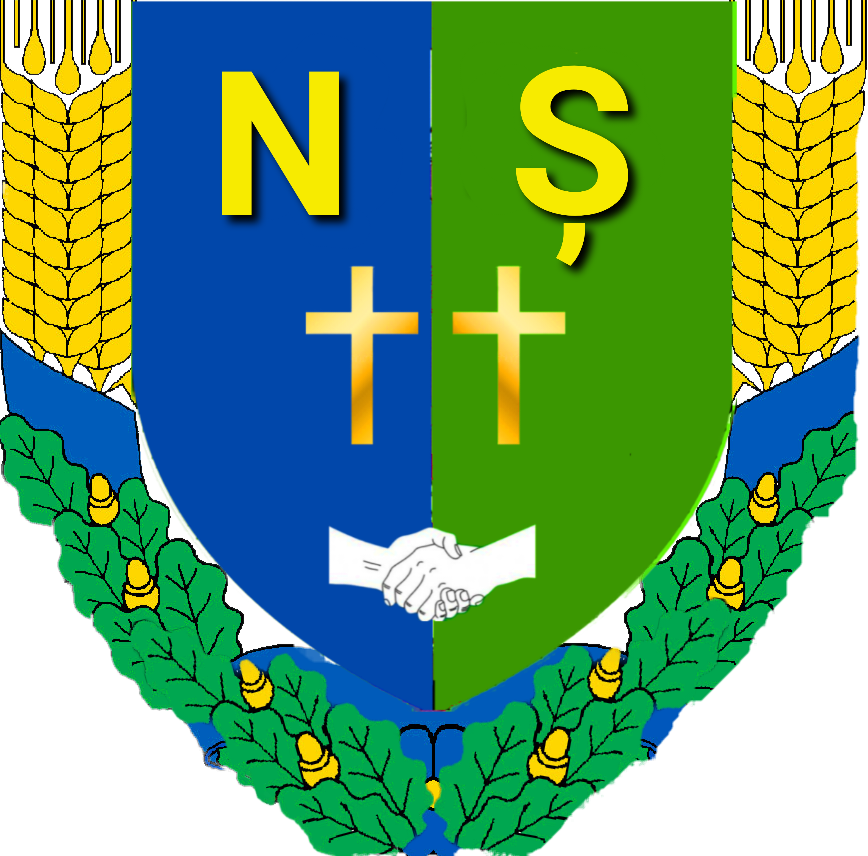
Герб села Драниця (версія румунською)
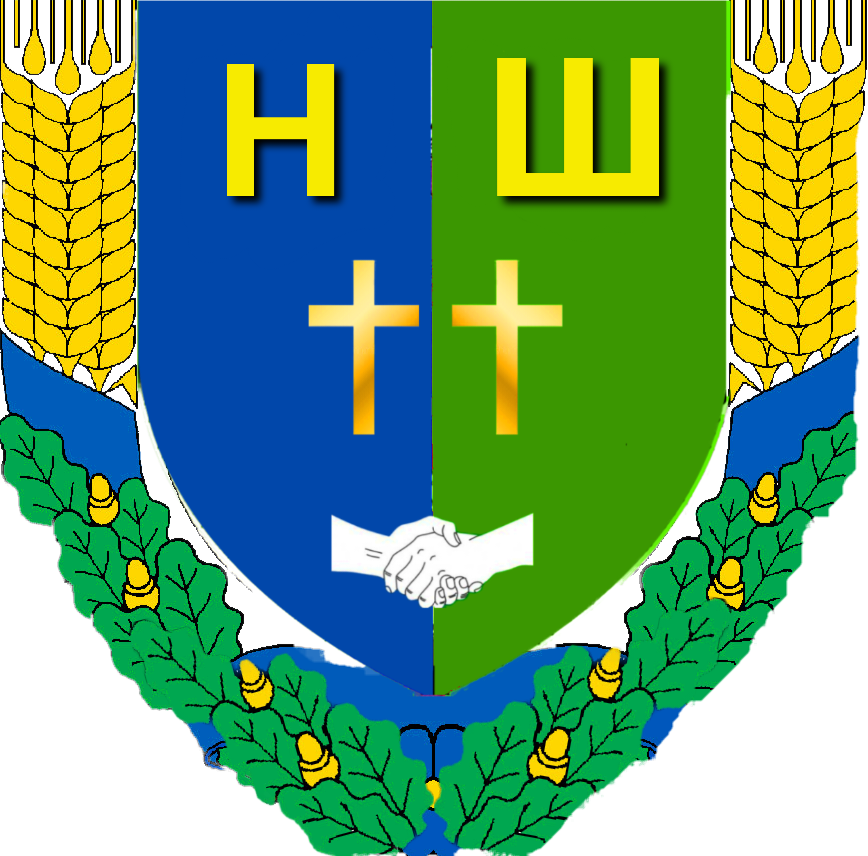
Герб села Драниця (версія українською)

### Прапор
Трикольоровий, розміщений у горизонтальному положенні зверху донизу —темно-синій, жовтий та зелений.
Затверджений 24 листопада 2011р. рiшенням №3-6/11 сесії сільської ради.

Прямокутне полотнище із співвідношенням сторін 2:3 складається з трьох рівних горизонтальних смуг синього, жовтого та зеленого кольорів.

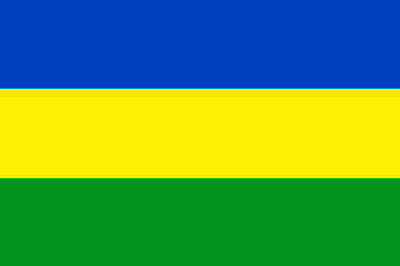
прапор села Драниця
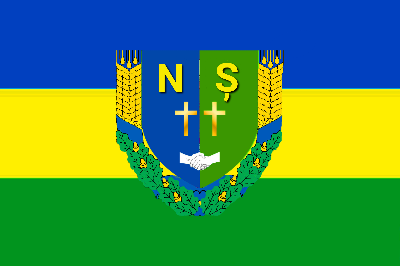
прапор села Драниця (з гербом, рум.)
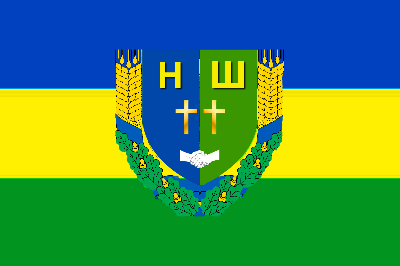
прапор села Драниця (з гербом, укр.)

## Галерея

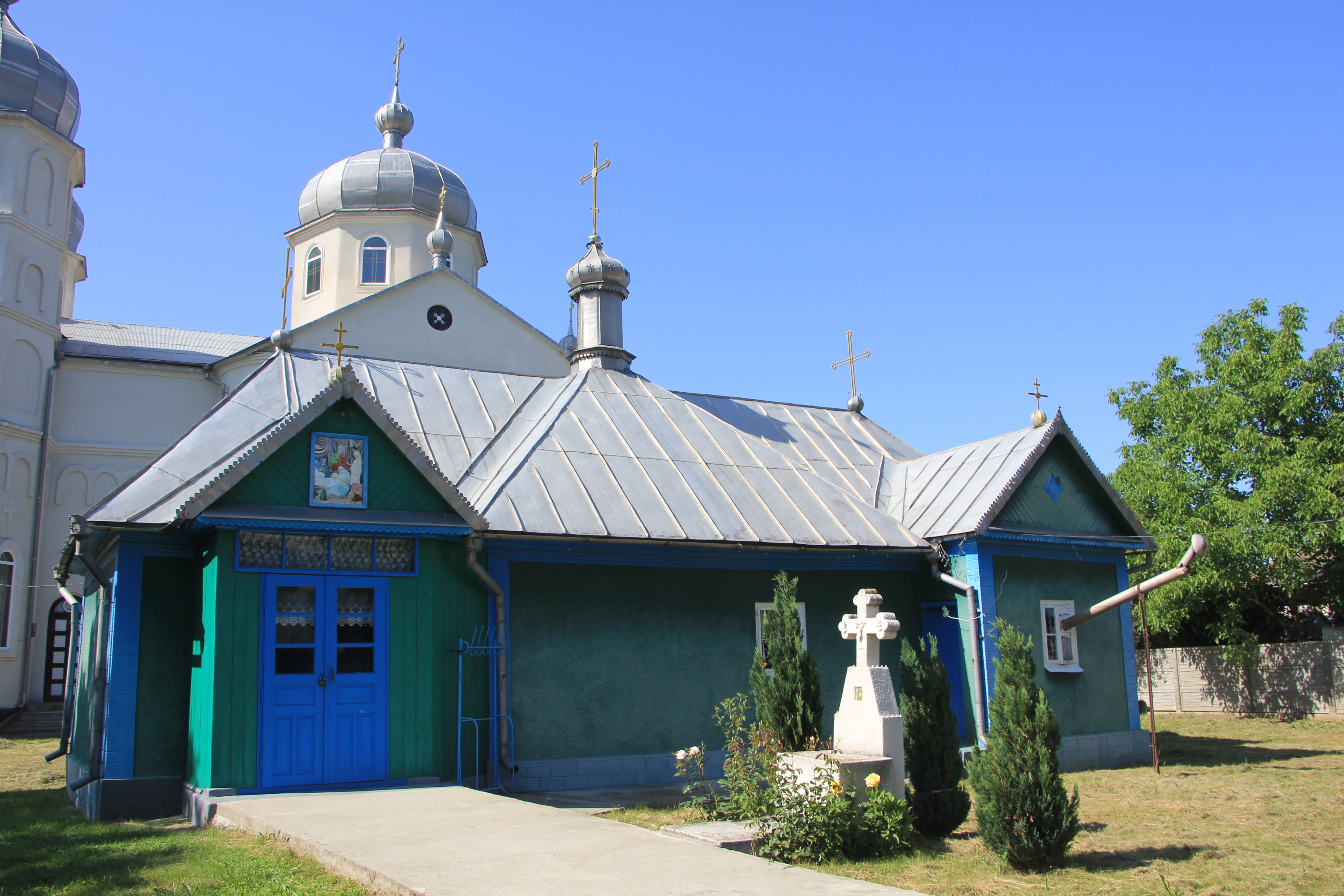
Церква Різдва Пр. Богородиці 1843 с. Драниця
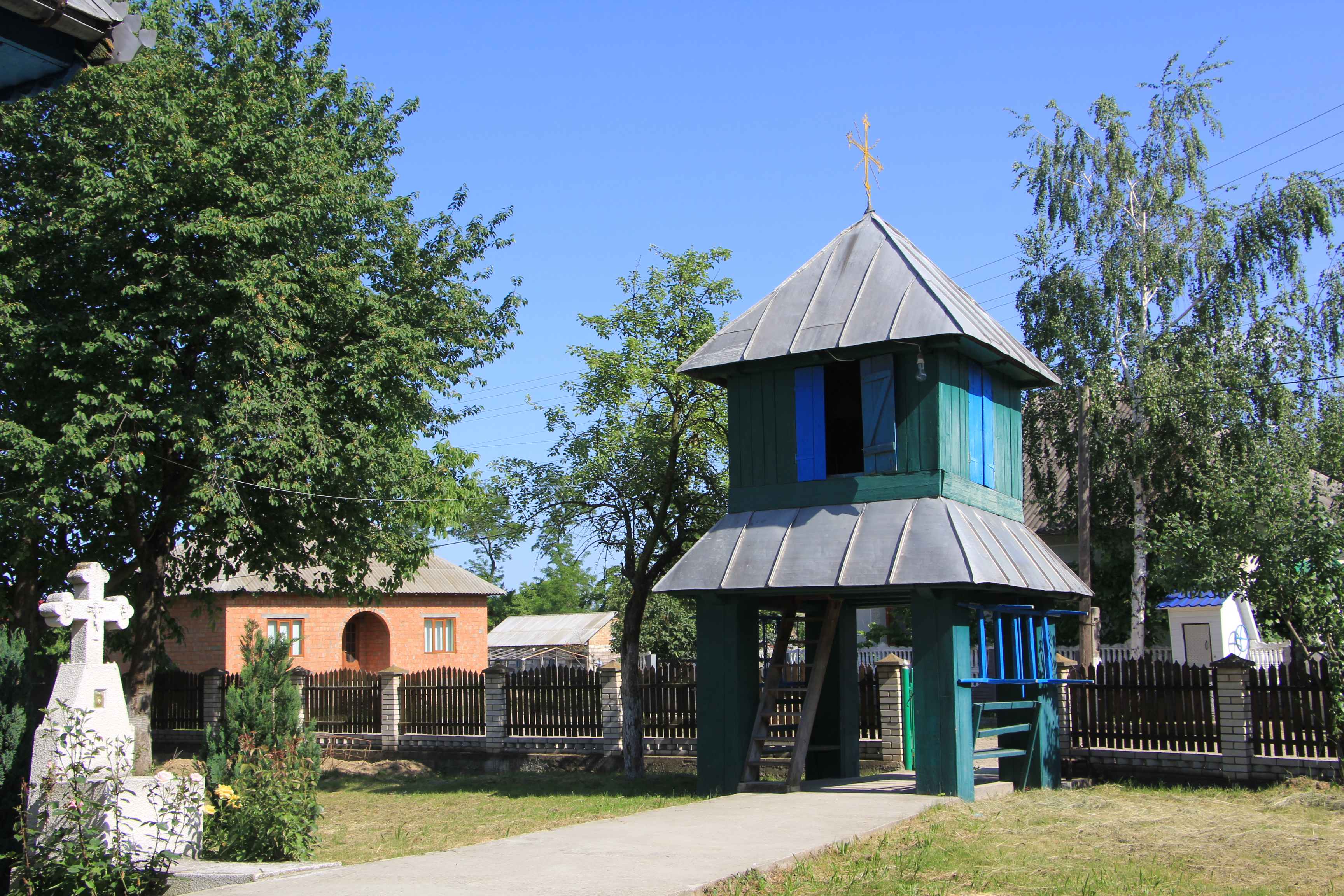
Церква Різдва Пр. Богородиці 1843 с. Драниця